# Microsoft Outlook
 (транскр.  Мајкрософт аутлук) јесте програм за примање и слање електронске поште, организацију времена помоћу календара, те израду адреса и додавање контаката. Креирао га је Microsoft као саставни део програмског пакета Microsoft Office.

## Верзије
Outlook је заменио Microsoft-ове раније апликације за електронску пошту и организацију времена, Schedule+ и Exchange Client.
| Назив                        | Број верзије | Датум изласка      |
| ---------------------------- | ------------ | ------------------ |
| Outlook 97                   | 8.0          | January 16, 1997   |
| Outlook 98                   | 8.5          | June 21, 1998      |
| Outlook 2000                 | 9.0          | June 27, 1999      |
| Outlook 2002                 | 10           | May 31, 2001       |
| Outlook 2003                 | 11           | November 20, 2003  |
| Outlook 2007                 | 12           | January 27, 2007   |
| Outlook 2010                 | 14           | July 15, 2010      |
| Outlook 2011 for Mac         | 14           | October 26, 2010   |
| Outlook 2013                 | 15           | January 29, 2013   |
| Outlook for Mac              | 15.3         | October 31, 2014   |
| Outlook 2016                 | 16           | September 22, 2015 |
| Outlook 2016 for Mac         | 15.12        | September 25, 2015 |
| Outlook 2019                 | 16           | September 24, 2018 |
| Outlook 2019 for Mac         | 16.17        | September 24, 2018 |
| Outlook for Phones & Tablets | 1.3          | 2015               |

## Нови Outlook за Windows
У мају 2022., Microsoft је најавио прелиминарну верзију новог Outlook-а за Windows, који је првобитно био доступан инсајдерима из програма Office. Нова верзија Outlook-а је прогресивна веб апликација заснована на Office-у и нуди неколико нових функција.